# Oedignatha andamanensis
Oedignatha andamanensis is een spinnensoort uit de familie van de bodemzakspinnen (Liocranidae).
De wetenschappelijke naam van de soort werd in 1977 als Amaurobius andamanensis gepubliceerd door Benoy Krishna Tikader.